# Attikos
Attikos war ein antiker griechischer Philosoph in der Tradition des Platonismus. Er lebte in der zweiten Hälfte des 2. Jahrhunderts. Seine Lebenszeit fiel in die Epoche des Mittelplatonismus, zu dessen namhaftesten Vertretern er gehörte.
Aus den nur fragmentarisch überlieferten Schriften des Attikos ist ersichtlich, dass er konservativ gesinnt war und die ursprüngliche reine Lehre Platons, von deren Richtigkeit er überzeugt war, von Verfälschungen reinigen wollte. Insbesondere wandte er sich gegen das Eindringen von Elementen des Aristotelismus. Als Platon-Ausleger dachte Attikos philologisch und trat für eine wörtliche, nicht metaphorische Interpretation der Schöpfungslehre des Schulgründers ein. Daraus ergab sich für ihn die Annahme, die Welt habe einen zeitlichen Anfang. Damit und auch mit seinem Verständnis des Schöpfergotts und der Ideenlehre sowie seiner antiaristotelischen Einstellung vertrat Attikos eine dezidierte Gegenposition zu Auffassungen, die später zum Kernbestand des Gedankenguts des spätantiken Neuplatonismus gehörten.

## Leben
Über die Herkunft des Attikos ist nichts bekannt, über sein Leben sehr wenig. In der spätantiken Chronik des Eusebios von Caesarea, die Hieronymus ins Lateinische übersetzte, ist seine philosophische Tätigkeit in einem knappen Eintrag zum Jahr 176 erwähnt. Da 176 das Jahr war, in dem Kaiser Mark Aurel in Athen vier philosophische Lehrstühle einrichtete, deutet die Jahresangabe möglicherweise auf einen Zusammenhang mit dieser Maßnahme; vielleicht war Attikos der erste Inhaber des Lehrstuhls für Platonische Philosophie. Zu seinen Schülern zählte Harpokration von Argos.

## Werke
Von den Werken des Attikos sind nur Fragmente erhalten, die vor allem Eusebios von Caesarea in seiner Praeparatio evangelica überliefert. Einige von ihnen sind allerdings umfangreich und vermitteln einen detaillierten Eindruck von seinen Positionen. Die meisten Fragmente stammen aus Attikos’ Kommentar zu Platons Dialog Timaios; die längsten, die in der kritischen Ausgabe weitaus am meisten Platz einnehmen, sind seiner Abhandlung Gegen diejenigen, die Platons Lehren durch die des Aristoteles erklären wollen entnommen. Ferner verfasste er einen Kommentar zu Platons Dialog Phaidros. Ob er auch Platons Phaidon kommentierte und eine Abhandlung über die Seele (oder über die Weltseele) schrieb, ist unsicher. Unwahrscheinlich ist die Hypothese, dass er auch die Kategorien des Aristoteles kommentierte. Als Kommentator war Attikos in erster Linie ein gewissenhafter Philologe; er hielt sich streng an den Wortlaut des kommentierten Textes, statt von eigenen philosophischen Spekulationen auszugehen.

## Lehre

### Kritik am Aristotelismus
Ein Anliegen des Attikos, auf das er großes Gewicht legt, ist eine klare Abgrenzung zwischen platonischer und aristotelischer Philosophie. Nachdrücklich wendet er sich gegen Versuche, eine Harmonie zwischen Platon und Aristoteles zu konstruieren und Platons Werke mit Hilfe aristotelischer Lehren zu deuten. Die Ansätze des Aristoteles hält er für verfehlt. Er meint, dieser Denker habe seine Philosophie systematisch als Gegenkonzept zum Platonismus angelegt. Ein Vorwurf, den er gegen Aristoteles richtet, lautet, er habe gegen die Regeln der Naturbetrachtung verstoßen, denn er habe den Grundsatz missachtet, dass der Naturbetrachter keine Gesetze aufzustellen hat, sondern die von der Natur gegebenen Gesetze erforschen soll. Die aristotelische Lehre von den Himmelskörpern widerspreche den beobachtbaren Phänomenen und erfülle somit nicht die Aufgabe, die Erscheinungen zu erklären.

### Theologie und Ontologie
Attikos betrachtet den Demiurgen (Weltschöpfer) des Timaios als den höchsten Gott. Ontologisch sieht er in ihm das oberste Prinzip; er identifiziert ihn mit der platonischen Idee des Guten, dem Guten an sich, das in Platons Politeia als höchste Gottheit erscheint. Damit folgt er der auch von Albinos vertretenen konservativen Richtung im Mittelplatonismus und widerspricht der Ansicht des prominenten Mittelplatonikers Numenios. Numenios hatte – ebenso wie später die Neuplatoniker Plotin und Proklos – den Demiurgen ontologisch als eine separate, dem „Guten an sich“ untergeordnete Instanz aufgefasst. Nach der gängigen Auffassung der Mittelplatoniker erschafft der Demiurg die Welt, indem er auf die Urbilder (Ideen) der Dinge blickt – das heißt: sie denkt, denn sein Sehen ist ein Denken und die Ideen sind seine Gedanken. Attikos teilt diese Ansicht, nimmt aber im Gegensatz zu den meisten Mittelplatonikern nicht an, dass die Ideenwelt sich im Geist (Nous) des Demiurgen befindet. Vielmehr weist er ihr eine gesonderte Existenz außerhalb des Nous zu, auf der Ebene des Seelischen.
Ein Merkmal der Theologie des Attikos ist, dass er nicht die ansonsten bei den antiken Platonikern vorherrschende Überzeugung teilt, dass die oberste Gottheit wegen ihrer Vollkommenheit notwendigerweise keinerlei Veränderung kennt. Der Gott des Attikos überlegt, plant, wartet ab, entscheidet und wendet sich den von ihm geschaffenen Dingen in persönlicher Fürsorge zu. Er ist nicht nur Geist, sondern Geist und Seele. Damit steht die Gottesvorstellung dieses Philosophen derjenigen der Volksreligion (und des Christentums) näher als die herkömmliche Theologie der Platoniker. Sie ist ein Gegenmodell zu den von Attikos bekämpften Lehren des Aristoteles und Epikurs, die keine göttliche Vorsehung, die sich um individuelle Schicksale kümmert, postulieren. Die Vorsehung gehört zu den Lehren, die Attikos besonders nachdrücklich verteidigt.

### Schöpfungslehre
In der umstrittenen Frage, ob der Weltschöpfungsbericht in Platons Timaios im Sinne eines zeitlichen Anfangs der Welt zu verstehen ist, tritt Attikos für den zeitlichen Anfang ein. Damit gibt er gemäß seiner generellen philologischen Denkweise einem wörtlichen Textverständnis den Vorzug. Mit dieser Deutung wendet er sich gegen die Position zahlreicher Platoniker, wonach aus philosophischen Gründen der Kosmos anfangslos sein muss und daher Platons Aussagen über die Schöpfung metaphorisch aufzufassen sind. Laut der metaphorischen Interpretation meint Platon nicht einen Schöpfungsakt zu einem bestimmten Zeitpunkt, sondern will nur eine überzeitliche Abhängigkeit der ewig bestehenden Welt von der ebenfalls ewigen Gottheit anschaulich ausdrücken. Attikos hingegen ist der Ansicht, dass es nach Platons Lehre eine Zeit gab, bevor der Demiurg die Welt schuf und im Sein erhielt. Darin sieht er keinen Widerspruch zu seiner Überzeugung, dass das Sein des Demiurgen im Hervorbringen besteht. Er meint nämlich, der Demiurg habe, bevor er die Welt als Abbild erzeugte, bereits deren Urbild (Paradigma) hervorgebracht und erhalten. Als immerwährende Ursache der urbildhaften Ideenwelt sei der Demiurg niemals untätig gewesen, was mit seiner Natur unvereinbar wäre. Dem Urbild schreibt Attikos keine eigenen, an der Erschaffung der Welt beteiligten Kräfte zu; es hat bei ihm die Funktion eines Weltplans des Demiurgen und gehört nicht zum Bereich des Unerschaffenen. Trotz dieser für einen Platoniker relativ niedrigen Einstufung der Ideenwelt sieht er in ihr aber mehr als nur das Mittel zum Zweck der Erzeugung des Kosmos; sie habe ihren Wert in sich.
Nach dem Wortlaut von Platons Timaios, an den sich Attikos hält, fand der Schöpfer, als er die Welt schuf, die bereits vorhandene Materie vor, die sich in ungeordneter Bewegung (Chaos) befand. Demnach war die Materie kein Teil der Schöpfung. Daher geht Attikos, der einen einmaligen Akt der Erschaffung des Kosmos annimmt, von einer ungeschaffenen, vom Demiurgen unabhängigen Materie (Hyle) aus. Damit bekennt er sich zu einem dualistischen Modell: Gott und die Materie existieren unabhängig voneinander und haben ursprünglich nichts miteinander zu tun.
Da sich in diesem Modell die Urmaterie schon vor der Weltentstehung in Bewegung befand, stellt sich die Frage nach der Ursache dieser Bewegung. Attikos, der jede Bewegung auf eine Seele als deren Urheber zurückführt, ordnet der Materie eine eigene Seele zu. Er betrachtet die Materie also als belebt (Hylozoismus). Da die Bewegung der vorkosmischen Materie dem Timaios zufolge chaotisch war, kommt für Attikos als Ursache dieser Bewegung keine von Natur aus vollkommene Seele in Betracht, denn eine vollkommene oder gute Seele könnte nur Ordnung hervorbringen. Daraus folgert Attikos, die Seele der Urmaterie müsse selbst ungeordnet und daher „schlecht“ (kakḗ) gewesen sein. Sie ist für ihn zusammen mit der von ihr belebten Materie die Ursache für das Schlechte in der Welt. Attikos verwendet den für seine Lehre charakteristischen Fachbegriff „übeltuende Seele“ (kakergétis psychḗ). Erst durch den Schöpfungsakt des Demiurgen habe die schlechte Seele der Materie eine göttliche Beifügung empfangen. Dadurch habe sie Anteil an der Ideenwelt und am Nous erhalten und Vernunft angenommen. Seither führe sie geordnete Bewegungen aus. So sei die ursprünglich böse Seele der Materie zur guten (wenn auch nicht gesamthaft vollkommenen) Weltseele geworden. Dabei sei allerdings die „übeltuende Seele“ nicht völlig umgewandelt worden, sondern sie bestehe als schlechter Teil des Seelischen im Kosmos fort und entfalte weiterhin in begrenztem Ausmaß ihre Wirkungen. Die naturgegebene Schlechtigkeit der Materie werde durch den Wandel ihrer Seele zwar nicht behoben, aber begrenzt; sie wirke sich nur noch in dem Bereich zwischen dem Mond und der (als Weltmittelpunkt gedachten) Erde aus. Dieser Bereich sei der einzige Teil des Kosmos, in dem nach Platons Lehre die Übel vorkommen.
Den Gedanken, dass die Weltseele ihre Vernunft und Güte der schöpferischen Gottheit verdankt, teilt Attikos im Prinzip mit anderen Platonikern. Da er aber die Schöpfung zeitlich auffasst, nimmt er im Gegensatz zu denen, die sie metaphorisch deuten, einen realen Zeitraum in der Vergangenheit an, in dem es noch keine gute Weltseele gab, sondern nur die schlechte Seele der Materie. Somit gehört für ihn die Weltseele zu den entstandenen Dingen, sie existiert nicht zeitunabhängig.
Im Unterschied zu den Denkern, die den Kosmos für anfangslos und Platons Schöpfungsbericht für metaphorisch halten, sieht sich Attikos gezwungen, sich mit dem Paradox einer zeitlichen Entstehung der Zeit auseinanderzusetzen. Dem Timaios zufolge entstand die Zeit zusammen mit dem Kosmos. Attikos löst dieses Problem, indem er zwei Arten von Zeit annimmt: eine vorkosmische ungeordnete und die den Menschen vertraute geordnete, die erst seit dem Schöpfungsakt existiere. Er meint, der Zeitpunkt des Schöpfungsakts sei nicht willkürlich gewählt gewesen, sondern der Schöpfer habe die Veränderungen des Chaos so lange beobachtet, bis dieses in einen für die Erschaffung der Welt geeigneten Zustand gelangt sei.
Mit seiner Schöpfungslehre bekämpft Attikos auch die aristotelische Auffassung, alles Gewordene müsse zwangsläufig untergehen. Er nimmt zwar einen Weltanfang an, nicht aber ein Weltende. Als etwas Entstandenes und Veränderliches sei die Welt zwar eigentlich ihrer Natur nach vergänglich, doch verhindere der Wille des Demiurgen ihre Auflösung. Der Schöpfer müsse über die Fähigkeit verfügen, seine Schöpfung vor dem Untergang zu bewahren. Anderenfalls wäre der göttliche Wille schwach und mangelhaft und somit ungöttlich. Er wäre dem Naturgesetz, das die Vergänglichkeit des Gewordenen festlegt, untergeordnet und ihm als Ursache unterlegen. Das widerspräche dem hierarchischen Charakter der Weltordnung.

### Seelenlehre
Nachdrücklich verteidigt Attikos die platonische Lehre von der Unsterblichkeit der Seele gegen Aristoteles. Er wirft Aristoteles vor, eine Seelenauffassung zu vertreten, die darauf hinauslaufe, nicht nur die Tätigkeiten der Seele, sondern auch ihren Substanzcharakter zu leugnen und sie vom Geist (Nous) abzutrennen; damit mache er die Seele überflüssig.
Attikos lehrt, die menschliche unsterbliche Vernunftseele (logikḗ psychḗ) sei als Vereinigung einer göttlichen und einer vernunftlosen Seele zu verstehen. Er betrachtet die vernunftlose Seele als das Substrat, die göttliche als das ordnende Prinzip und als Träger des Nous. Außerdem nimmt er zusätzlich ein vernunftloses, vergängliches Lebensprinzip (álogos zōḗ) an. Dieses Prinzip identifiziert er mit den sterblichen Aspekten des Seelischen im Timaios, welche die Quelle des leidenschaftlichen Begehrens sind. Es handelt sich aus seiner Sicht nicht um einen echten Seelenteil, sondern nur um einen zeitweiligen Zusatz, den die Seele für die Dauer ihres Aufenthalts im Körper erhält. Dieser Zusatz stammt aus der „übeltuenden“ Seele der Materie und kehrt beim Tod des Menschen zu ihr zurück. Für den Embryo nimmt Attikos anscheinend Belebung und Formung ausschließlich durch das vernunftlose Lebensprinzip an; der Embryo ist für ihn noch kein Mensch, sondern wird erst später zu einem solchen, wenn die Vernunftseele von außen hinzutritt.
Die Weltseele ordnet und durchdringt alles, denn nur wenn eine einzige beseelte Kraft alles verbindet und zusammenhält, kann das Weltall sinnvoll und schön verwaltet werden.

### Ethik
In der Ethik tritt Attikos’ Ablehnung des Aristotelismus mit besonderer Schärfe zutage. Er verteidigt die platonische Lehre, wonach die Tugend allein zur Erlangung der Eudaimonie ausreicht, gegen die Ansicht der Aristoteliker. Die aristotelische Lehrmeinung besagt, zur Eudaimonie würden auch leibliche und äußere Güter benötigt. Somit sei es erforderlich, dass der tugendhafte Mensch, der nach Eudaimonie strebe, zusätzlich durch vorteilhafte äußere Umstände begünstigt werde, anderenfalls sei die Eudaimonie außerhalb seiner Reichweite. Attikos polemisiert gegen die These, die Glückseligkeit des Menschen hänge auch von vornehmer Herkunft, körperlicher Schönheit und Wohlstand ab. Darin sieht er ein niedriges und verfehltes Denken.

### Logik
In der Logik kritisiert Attikos die Lehre des Aristoteles von den Homonymen. Er versucht zu zeigen, dass die Definitionen des Aristoteles zu der absurden Folgerung führen, dass alle Homonyme Synonyme sein müssen.

## Rezeption
Antike
Die Wirkung von Attikos’ Philosophie war beträchtlich und anhaltend. Mit seiner Kosmologie und Seelenlehre beeinflusste er einen berühmten Zeitgenossen, den Arzt Galen, der allerdings seine Ansicht über die Formung des Embryos ablehnte. Der prominente Peripatetiker Alexander von Aphrodisias setzte sich mit Attikos’ Kritik an Aristoteles auseinander. Im 3. Jahrhundert wurde der Platoniker Longinos von der Metaphysik des Attikos beeinflusst.
In der neuplatonischen Schule, die Plotin im 3. Jahrhundert in Rom gründete, gehörten Attikos’ Platonkommentare zum Unterrichtsstoff. Plotins Schüler Porphyrios und dessen Schüler und Widersacher Iamblichos benutzten den Timaios-Kommentar ausgiebig. Auch andere Neuplatoniker wie Proklos, Syrianos, Damaskios und Simplikios äußerten sich – oft kritisch – zu Lehren des Attikos. Dabei stützten sie sich allerdings zumindest teilweise nicht auf seine Originalschriften, sondern auf die Werke von Porphyrios und Iamblichos. Proklos setzte sich intensiv mit den Ansichten des Mittelplatonikers auseinander. Er hob – wohl ironisch – Attikos’ außergewöhnlichen Fleiß hervor. Hierokles hatte wohl besonders Attikos im Sinn, als er Philosophen angriff, die Platon und Aristoteles als Vertreter gegensätzlicher Positionen darstellten. In neuplatonischen Kreisen missfiel die Polemik gegen Aristoteles; schon Plotins Lehrer Ammonios Sakkas hatte sich im 3. Jahrhundert bemüht, einen Einklang von Platon und Aristoteles aufzuzeigen. Auch die Meinung des Attikos, dass die Ideen außerhalb des Nous seien, und seine Vorstellung vom Demiurgen waren aus der Sicht der Neuplatoniker falsch. Seine Lehre von der zeitlichen Entstehung der Welt und von einer Zeit vor dem Weltanfang erschien ihnen als abwegig.
Starke Beachtung fand Attikos auch bei den Christen, da seine Gottesvorstellung mit der christlichen relativ kompatibel ist und seine Deutung von Platons Schöpfungsbericht der christlichen Schöpfungslehre entgegenkommt. Zu den christlichen Autoren, die ihn erwähnen oder zitieren, gehören Eusebios von Caesarea, Theodoret, Johannes Philoponos und Aeneas von Gaza. Der spätantike Theologe Arius (Areios), nach dem der Arianismus benannt ist, zeigt in seinem theologischen Denken Parallelen zum Gedankengut des Attikos, doch für eine direkte Beeinflussung gibt es keinen konkreten Anhaltspunkt.
Moderne
In der modernen Forschung wird kritisch angemerkt, dass die Auseinandersetzung des Attikos mit dem Aristotelismus von seiner polemischen Absicht geprägt gewesen sei und dass er oft ein oberflächliches und verzerrtes Bild der aristotelischen Philosophie gezeichnet habe. Bemängelt wird ferner, dass Attikos seinem eigenen Anliegen, die authentische Philosophie Platons darzulegen, nicht gerecht geworden sei, denn er habe sich einer „unstatthaften Vereinfachung“ der platonischen Ontologie schuldig gemacht. Andererseits wird aber auch gewürdigt, dass es ihm gelungen sei, ein System zu entwerfen, das sich hinsichtlich seiner Kohärenz mit den damals gängigen alternativen Modellen habe messen können und auch aus heutiger Sicht Beachtung verdiene.

## Textausgaben und Übersetzungen
- Édouard des Places (Hrsg.): Atticus: Fragments. Les Belles Lettres, Paris 1977 (kritische Edition der griechischen Texte mit französischer Übersetzung)
- Olof Gigon (Hrsg.): Attikos, Über den Gegensatz zwischen Platon und Aristoteles. In: Olof Gigon (Hrsg.): Aristoteles: Einführungsschriften. Deutscher Taschenbuch Verlag, München 1982, ISBN 3-423-06117-0, S. 293–321 (nur deutsche Übersetzung)